# 986 Amelia
986 Amelia, asteroid glavnog pojasa. Otkrio ga je Josep Comas Solà, 19. listopada 1922.

## Vanjske poveznice
- Minor Planet Center